# Pino Mallamo
Francesco Giuseppe Mallamo, detto Pino (Reggio Calabria, 19 marzo 1934 – Reggio Calabria, 8 dicembre 2004), è stato un politico italiano.

## Biografia
Nel 1984 fu candidato e venne eletto consigliere comunale nella lista della Democrazia Cristiana.
Proveniva da un'intensa esperienza sindacale nella CISL, sindacato nel quale fu protagonista di primo piano ricoprendo a lungo la carica di segretario della provincia di Reggio Calabria.
Venne eletto sindaco il 9 settembre 1985 e cessò dall'incarico il 14 settembre 1987, indebolito da una polemica interna alla sua coalizione a seguito di alcune dichiarazioni sull'esistenza di un "superpartito" che dominava la vita cittadina, dal conseguente accesso da parte della magistratura agli atti comunali e da una serie di audizioni dell'allora commissione parlamentare antimafia. Mallamo affrontò le verifiche con determinazione, ma venne messo da parte dal suo partito.
Nelle successive elezioni si candidò nelle liste del PSDI, ma non fu eletto. In seguito venne coinvolto in un'inchiesta giudiziaria sui lavori del lungomare ammettendo parte degli addebiti. Si spense prematuramente a seguito di una grave malattia.
Nel 1986 fu anche l'artefice del salvataggio dal fallimento della squadra di calcio cittadina, la Reggina, promuovendo una sottoscrizione popolare che culminò con l'acquisto del titolo sportivo da parte di alcuni imprenditori reggini, tra i quali l'ex presidente Lillo Foti.